# Paul de Grèce (1967)
Pávlos de Grèce
Vous lisez un « bon article » labellisé en 2022.  Il fait partie d'un « thème de qualité ».
Pour les articles homonymes, voir Paul de Grèce.
Titres
Prétendant au trône de Grèce
Depuis le 10 janvier 2023
(2 ans, 7 mois et 9 jours)
Héritier du trône de Grèce
(revendiqué)
1er juin 1973 – 10 janvier 2023
 (49 ans, 7 mois et 9 jours) 
Héritier du trône de Grèce
20 mai 1967 – 1er juin 1973
 (6 ans et 12 jours) 
Signature
Paul (ou Pávlos) de Grèce (en grec moderne : Παύλος της Ελλάδας), parfois appelé Pávlos Glücksbourg (en grec moderne : Παύλος Γλίξμπουργκ), est né le 20 mai 1967 à Tatoï, près d'Athènes, à l'époque où la Grèce était encore une monarchie. Fils aîné de l’ex-roi Constantin II, il lui succède comme prétendant au trône le 10 janvier 2023.
Né un mois après la mise en place de la dictature des colonels, qui chasse sa famille de Grèce en décembre 1967, Paul passe l'essentiel de sa jeunesse en exil en Italie, au Danemark, au Royaume-Uni et aux États-Unis. Formé militairement à l'académie de Sandhurst et diplômé en relations internationales à l'université de Georgetown, le prince réalise ensuite une carrière dans la finance, entre Londres et New York. En 1995, il épouse une richissime Américaine du nom de Marie-Chantal Miller, avec laquelle il a cinq enfants, nés entre 1996 et 2008.
Libre de rentrer dans sa terre natale depuis la victoire judiciaire de sa famille face à Athènes devant la Cour européenne des droits de l'homme (2002), Paul maintient sa résidence à l'étranger et ne passe que quelques jours par an en Grèce. Peu populaire dans son pays d'origine, le prince cherche, malgré tout, à se positionner en commentateur de la vie politique et se montre actif sur les réseaux sociaux. Passionné par la navigation à voile, il reste toutefois plus connu pour ses liens avec le gotha européen et la jet set internationale.

## Famille
Le prince Paul est le fils aîné et le deuxième enfant du roi Constantin II de Grèce (1940-2023) et de son épouse la princesse Anne-Marie de Danemark (1946). Par son père, il est donc le petit-fils du roi Paul Ier de Grèce (1901-1964) et de la princesse Frederika de Hanovre (1917-1981) tandis que, par sa mère, il descend du roi Frédéric IX de Danemark (1899-1972) et de la princesse Ingrid de Suède (1910-2000).
Neveu des reines Sophie d'Espagne (1938) et Margrethe II de Danemark (1940), Paul est également apparenté à la plupart des autres monarques du vieux continent en sa qualité de descendant de la reine Victoria du Royaume-Uni (1819-1901), surnommée la « grand-mère de l'Europe », et du roi Christian IX de Danemark (1818-1906), surnommé le « beau-père de l'Europe ».
Le 1er juillet 1995, Paul épouse, à la cathédrale orthodoxe Sainte-Sophie de Londres, la roturière anglo-américaine Marie-Chantal Miller (1968), fille de Robert Warren Miller (1933) et de son épouse équatorienne María Clara Pesantes (1940). De ce mariage, naissent cinq enfants :
- María Olympía de Grèce (née à New York, le 25 juillet 1996), princesse de Grèce et de Danemark ;
- Konstantínos Aléxios de Grèce (né à New York, le 29 octobre 1998), prince de Grèce et de Danemark ;
- Achíleas Andréas de Grèce (né à New York, le 12 août 2000), prince de Grèce et de Danemark ;
- Odysséas Kímon de Grèce (né à Londres, le 17 septembre 2004), prince de Grèce et de Danemark ;
- Aristídis Stávros de Grèce (né à Los Angeles, le 29 juin 2008), prince de Grèce et de Danemark[2].

## Biographie

### Héritier du trône de Grèce

#### Naissance et baptême
Le prince Paul voit le jour au palais de Tatoï, près d'Athènes, un mois après le coup d'État militaire ayant débouché sur la Dictature des colonels, le 20 mai 1967. Sa naissance fait perdre à sa sœur Alexia, alors âgée de deux ans, le statut d'héritière du trône hellène.
Le 29 juin 1967, lors de son baptême, dans la cathédrale de l'Annonciation d'Athènes, le diadoque reçoit pour parrains sa grand-mère, la reine douairière Frederika, et l’ensemble des membres de l'Armée grecque. Une telle situation n’est pas exceptionnelle dans l'histoire de la dynastie hellène puisque plusieurs autres membres de la famille royale (comme la princesse Catherine ou le roi Constantin II lui-même) ont également reçu les militaires pour parrains. Malgré tout, cette décision n’est pas anodine dans la mesure où la Grèce vit, depuis le coup d'État du 21 avril 1967, sous une dictature militaire et que le choix des parents de Paul peut être considéré comme une forme de reconnaissance de la junte au pouvoir. C'est d’ailleurs ainsi qu’est perçue la cérémonie à l'étranger et aucun membre de la dynastie danoise, à laquelle appartient la mère de l'enfant, n'est autorisé à assister au baptême du fait de l'opposition du gouvernement de Copenhague au régime en place à Athènes.

#### De l'exil de la famille royale à l'abolition de la monarchie

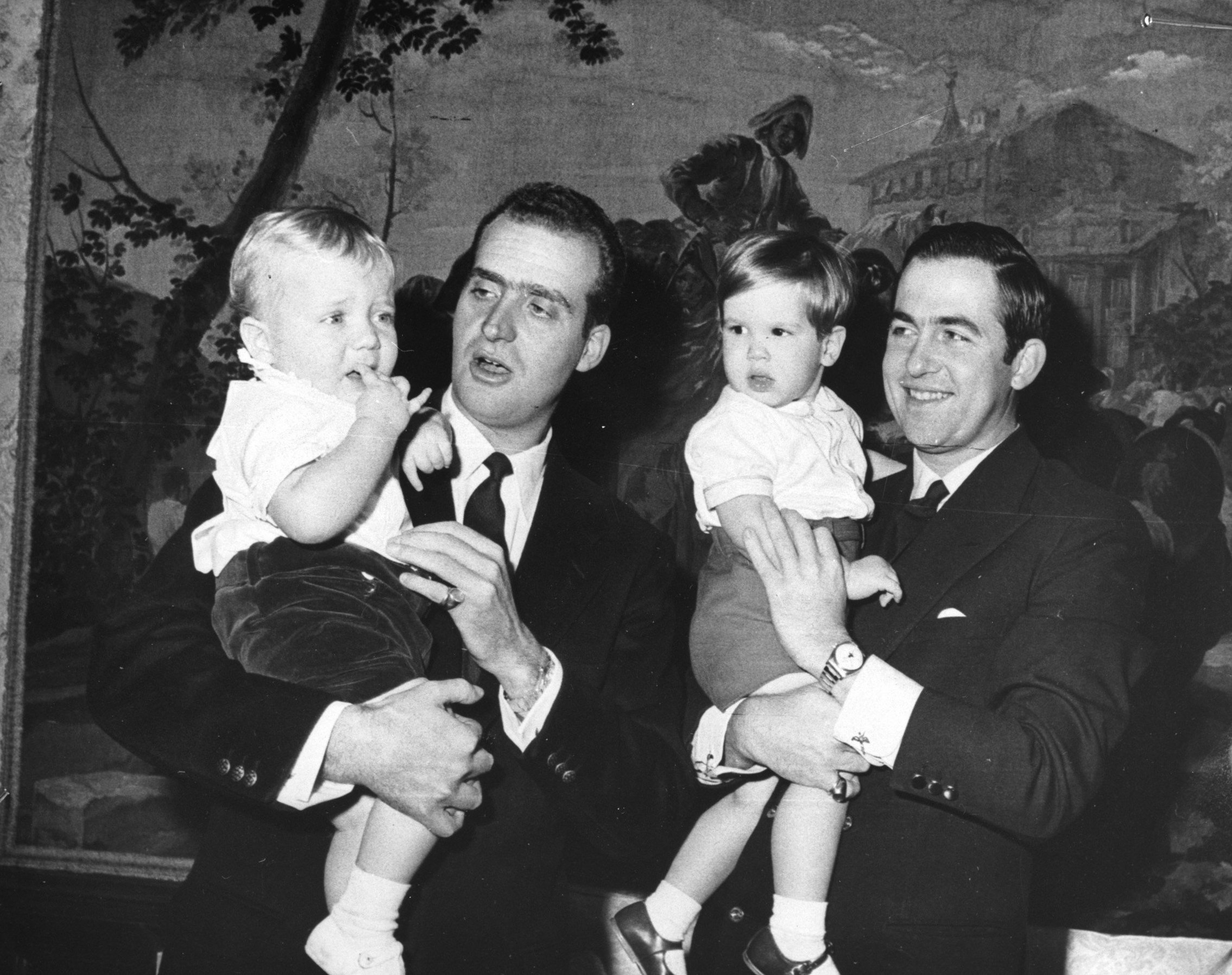
Juan Carlos d'Espagne et Constantin II de Grèce tenant dans leurs bras leurs fils respectifs, Felipe et Paul (1968).

Le 13 décembre 1967, le roi Constantin II organise un contre-coup d’État pour restaurer la démocratie en Grèce. Cependant, sa tentative échoue et la famille royale trouve refuge à l'étranger tandis qu'une régence, présidée par le général Zoitákis, est mise en place à Athènes. Âgé de seulement quelques mois, le prince Paul quitte sa terre natale et ne revoit pas son pays avant le 12 février 1981, date à laquelle il est autorisé à rentrer une journée en Grèce pour assister aux funérailles de sa grand-mère, la reine douairière Frederika.
Chassée de Grèce, la famille royale s'installe plusieurs années à Rome, en Italie. Dans un premier temps, elle réside à l'ambassade de Grèce car, même exilé, Constantin II conserve son statut royal. Puis, Paul, ses parents, sa sœur Alexia et son frère Nikólaos (né en 1969), s'installent dans un hôtel particulier, situé au no 13 de la Via di Porta Latina.
Après le référendum grec du 29 juillet 1973 et la mise en place d'une république dominée par les militaires, la situation financière de l'ancienne famille royale se complique et Constantin II choisit de quitter l'Italie pour le Danemark. Mais, après presque une année passée au palais d’Amalienborg, le monarque détrôné et sa famille établissent finalement leur résidence au Royaume-Uni, à Chobham puis à Hampstead.
À la chute du régime des colonels, en juillet 1974, l'abolition de la monarchie est confirmée. Un nouveau référendum, organisé en décembre, confirme en effet l'adoption du régime républicain par la Grèce. En outre, l'exil de l'ancienne famille royale est maintenu par les autorités, qui voient en Constantin II et ses proches des facteurs d'instabilité. C'est la raison pour laquelle les titres de Paul ne sont plus, aujourd'hui, que des titres de courtoisie qui ne jouissent d'aucune reconnaissance officielle en Grèce.

### Héritier d'une dynastie déchue

#### Éducation et formation

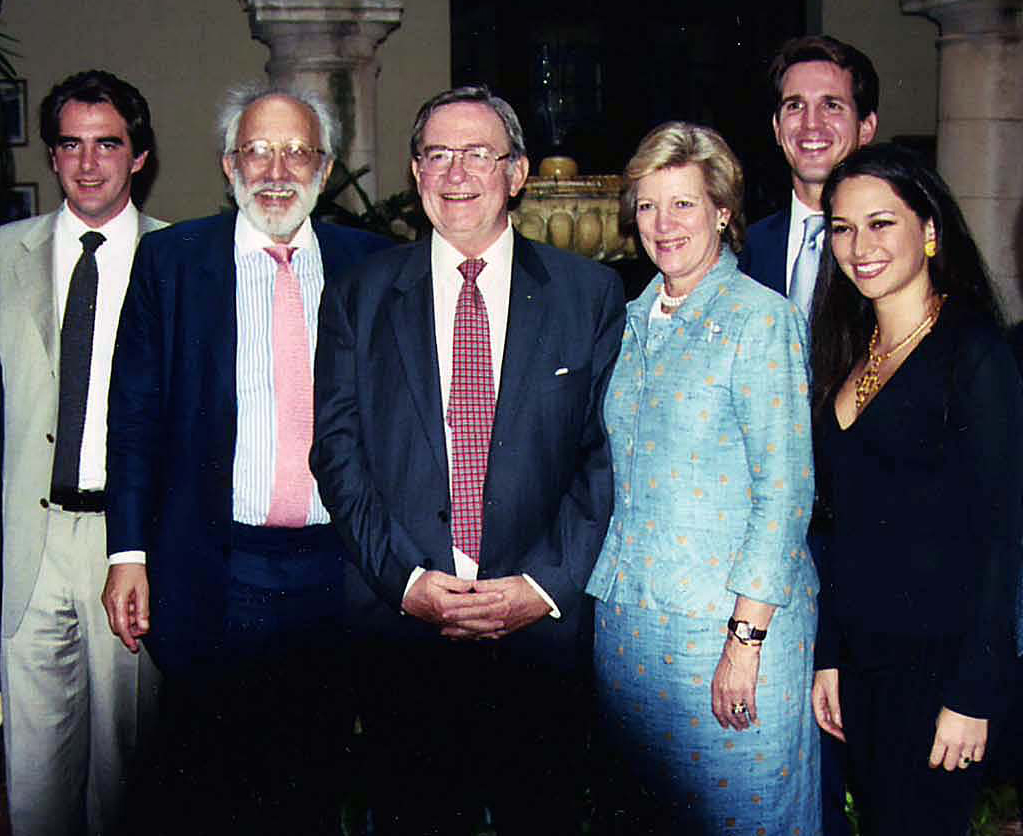
Le diadoque Paul derrière ses parents, son frère Nikólaos (à gauche) et d'autres personnalités.

Jusqu’en 1980, l'éducation de Paul est confiée à des professeurs particuliers grecs. Mais, à cette date, l'ex-roi Constantin II fonde, à Londres, où il a établi sa résidence en exil, le collège hellénique et c’est dans cette institution privée que le diadoque et sa fratrie poursuivent leurs études aux côtés d’enfants issus de la diaspora grecque. En 1984, Paul est envoyé poursuivre sa scolarité au Armand Hammer United World College of the American West, l'un des rares établissements de la planète à suivre encore les préceptes éducatifs du pédagogue Kurt Hahn. C’est dans cette école que le prince obtient son baccalauréat international en 1986.
Après cette date et jusqu'en 1990, Paul complète sa formation à l'Académie militaire de Sandhurst et sert ensuite comme lieutenant dans les Royal Scots Dragoon Guards. En 1987, cependant, le prince est victime d'un grave accident de voiture qui l'immobilise durant quelque temps,.
En 1990, Paul revient aux États-Unis, où il intègre l’université de Georgetown au côté de son cousin germain, le prince des Asturies, avec lequel il vit un temps en colocation. En 1995, il y obtient un master en relations internationales, en droit, en économie et en organisation internationale,.

#### Fiançailles et mariage

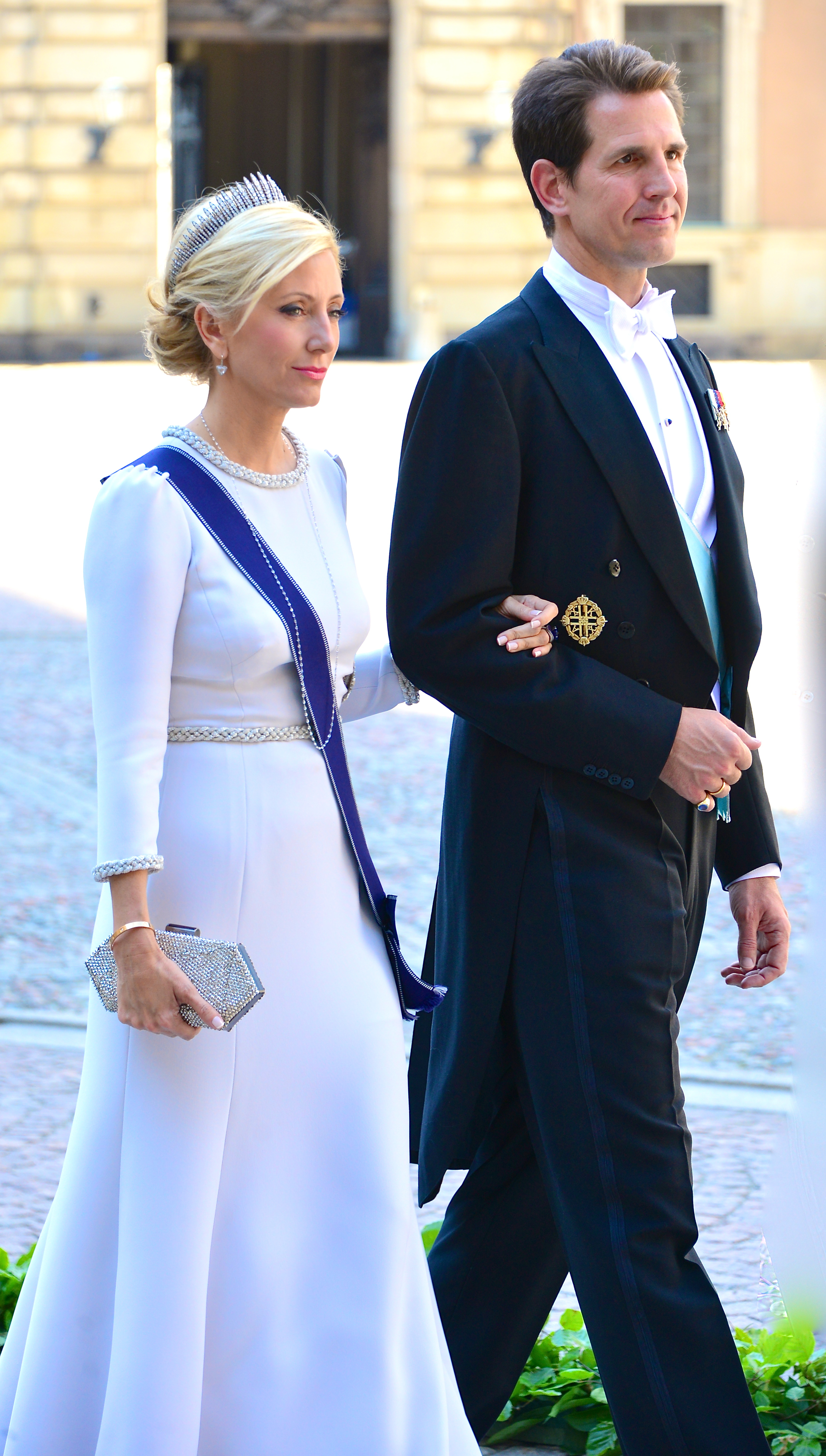
Paul et Marie-Chantal Miller, en 2013.

Après vingt-six ans d'exil, Paul et sa parentèle sont autorisés par le gouvernement Mitsotákis à effectuer un voyage privé en Grèce, durant l'été 1993. Cependant, l'attitude irréfléchie de Constantin II, qui inquiète la classe politique hellène en se montrant en compagnie de membres de l'armée, vaut à l'ancienne famille royale d'être rapidement reconduite en dehors des frontières grecques,.
La même année, le prince Paul rencontre sa future épouse, Marie-Chantal Miller, lors d'une fête donnée par l'armateur grec Stávros Niárchos à La Nouvelle-Orléans,. La jeune femme est la fille du multimillionnaire américain Robert Warren Miller, qui a bâti sa fortune dans le duty free. Elle est par ailleurs la belle-sœur du millionnaire Christopher Getty (petit-fils de Jean Paul Getty) et du prince Alexander von Fürstenberg (en) (fils d'Egon et de Diane von Fürstenberg). Rapidement, Paul et Marie-Chantal tombent amoureux et se fiancent. Les portes de la Grèce restant fermées pour les membres de l'ancienne famille royale, le couple s'unit à Londres le 1er juillet 1995 et 2 500 personnes (dont des représentants de toutes les familles royales et une douzaine de députés grecs issus de la Nouvelle Démocratie) participent à leur mariage,, organisé par Lady Elizabeth Anson, cousine de la reine Élisabeth II.
Malgré la distance, les épousailles de Paul et de Marie-Chantal provoquent un énorme scandale politique à Athènes. Le gouvernement Papandréou accuse en effet l'ancienne famille royale de questionner la validité du référendum de 1974 en faisant de l'union du diadoque un véritable mariage princier,,. Dans le même temps, une télévision privée grecque achète le droit de retransmettre en direct la cérémonie, ce qui accentue la colère des autorités. En définitive, quarante-neuf chaînes du monde entier (dont plusieurs grecques) couvrent l'union du diadoque et de sa fiancée.

### Entre finance etjet set

#### Carrière dans la finance

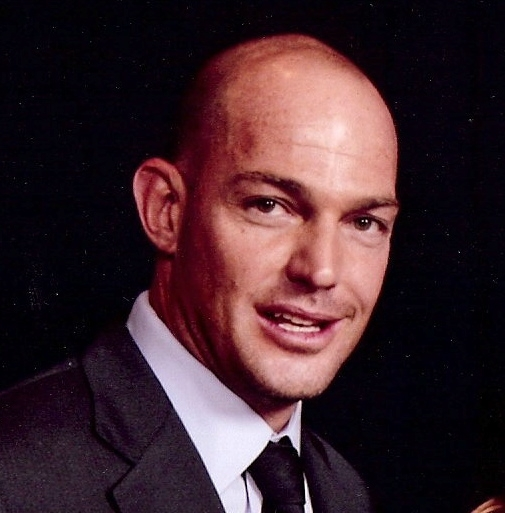
Alexander von Fürstenberg (2008), beau-frère et associé du diadoque.

Peu après leur mariage, Paul et Marie-Chantal s'installent à New York, où le prince intègre la Charles R. Weber Company, une importante société maritime britannique. En 1997, il fonde sa propre compagnie, Gryphon Asset Management, qui s'occupe de gestion de patrimoine, et, en 1998, il crée, avec son beau-frère Alexander von Fürstenberg (en), le Ivory Capital Group, un fonds d'investissement dédié aux grandes fortunes.
En 2002, Paul et sa famille déménagent à Londres, où le prince poursuit ses activités dans la finance. Avec Peter DeSorcy, il lance Brigantine Capital, un fonds spéculatif, et Ortelius Capital, un nouveau fonds d'investissement, sur lequel il concentre bientôt toute son activité. De son côté, Marie-Chantal s'investit dans la mode enfantine et crée sa propre ligne de vêtements, Marie-Chantal LLC, qui se révèle une activité florissante. En 2021, Marie-Chantal est ainsi devenue la 12e femme la plus riche du Royaume-Uni, selon le classement réalisé par le Times.
En 2017, Paul et sa famille retournent vivre à New York. Selon le journal espagnol El País, le diadoque envisage alors de travailler avec l'entourage entrepreneurial du président américain Donald Trump. Quoi qu'il en soit, Paul et son épouse se font remarquer en participant à un gala donné par le camp républicain pour célébrer la victoire du nouveau chef d'État.

#### Famille et mondanités

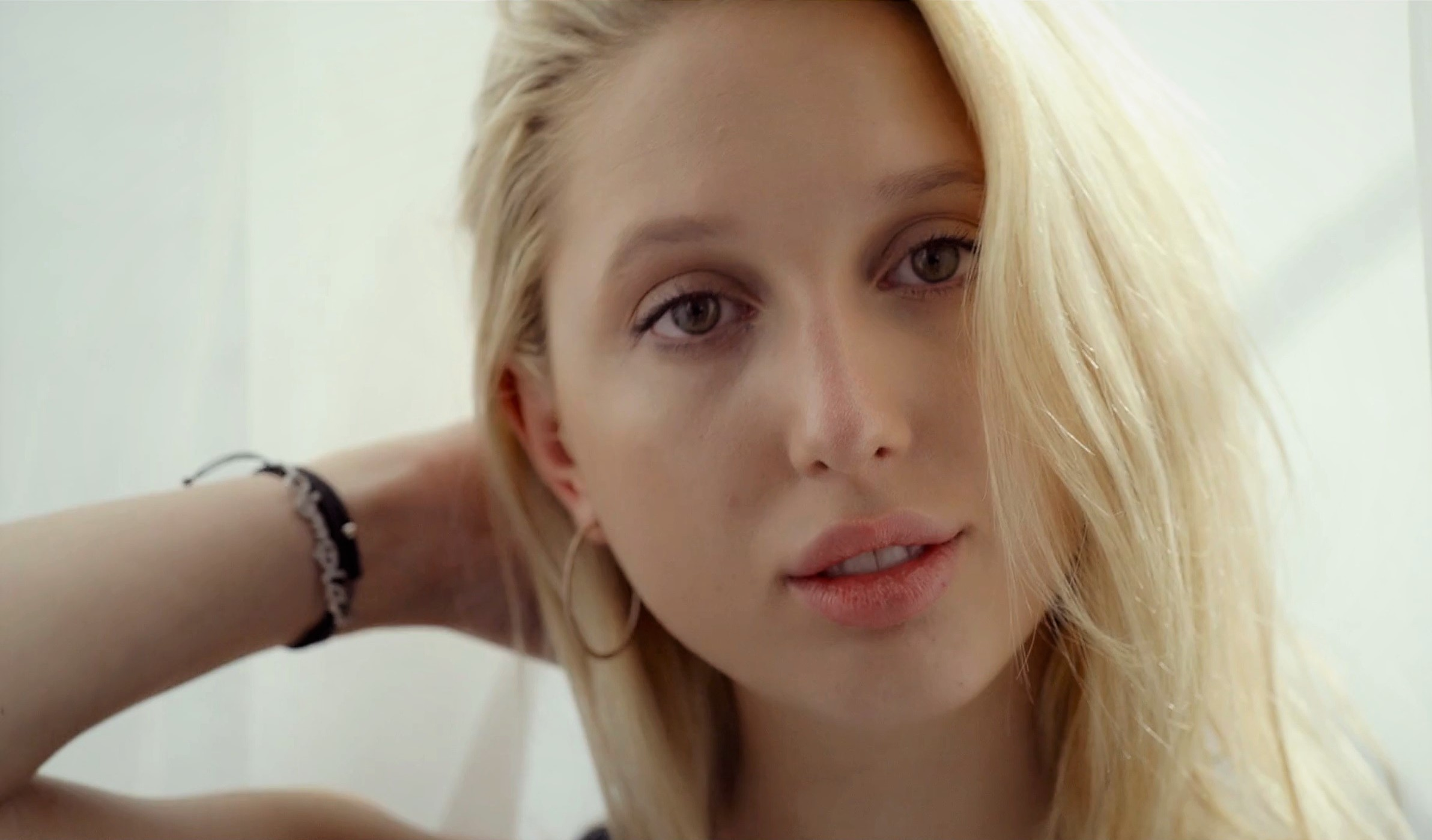
La princesse María Olympía de Grèce en 2019.

Entre 1996 et 2008, Paul et Marie-Chantal donnent successivement naissance à une fille (María Olympía) et quatre fils (Konstantínos Aléxios, Achíleas Andréas, Odysséas Kímon et Aristídis Stávros), qui voient tous le jour aux États-Unis, hormis Odysséas Kímon, né à Londres. Parents attentionnés et impliqués dans l'éducation de leur progéniture,,, le diadoque et son épouse utilisent l'anglais en famille, Marie-Chantal maîtrisant mal le grec,, et leurs enfants sont scolarisés dans des institutions anglo-saxonnes,. Dans ces conditions, la princesse María Olympía a déclaré qu'elle ne parlait pas la langue hellène,.
Étroitement apparenté à la plupart des familles royales européennes, le diadoque participe régulièrement aux cérémonies qui ponctuent la vie des dynasties du vieux continent. Au fil des années, Paul et son épouse apparaissent, par exemple, aux mariages de Joachim de Danemark et d'Alexandra Manley (1995), de Willem-Alexander des Pays-Bas et de Máxima Zorreguieta (2002), de Felipe d'Espagne et de Letizia Ortiz (2004), de William de Galles et de Catherine Middleton (2011), de Guillaume de Luxembourg et de Stéphanie de Lannoy (2012), de Madeleine de Suède et de Christopher O'Neill (2013) et de Jean-Christophe Napoléon et d'Olympia von Arco-Zinneberg (2019). La présence du prince aux grands événements royaux ne se limite cependant pas aux mariages princiers, comme l'illustrent sa participation au baptême du prince Sverre Magnus de Norvège (2006) ou aux funérailles du grand-duc Jean de Luxembourg (2019).
La proximité du diadoque avec sa parentèle européenne se mesure aussi à la présence de celle-ci lors des moments forts de sa vie et de celles de ses proches. En 2017, la participation de nombreux membres du gotha (comme la reine Máxima des Pays-Bas, le roi Felipe VI d'Espagne, le prince héritier Haakon de Norvège ou le duc de Kent) aux 50 ans de Paul, et aux 21 ans de sa fille, a ainsi trouvé un large écho dans la presse,,. Cependant, le diadoque ne s'affiche pas seulement avec des têtes couronnées et les frasques auxquelles sa famille et lui se livrent parfois en compagnie de la jet set internationale ne sont pas sans soulever les critiques, même si son épouse en fait davantage les frais que lui.

#### Sports et loisirs

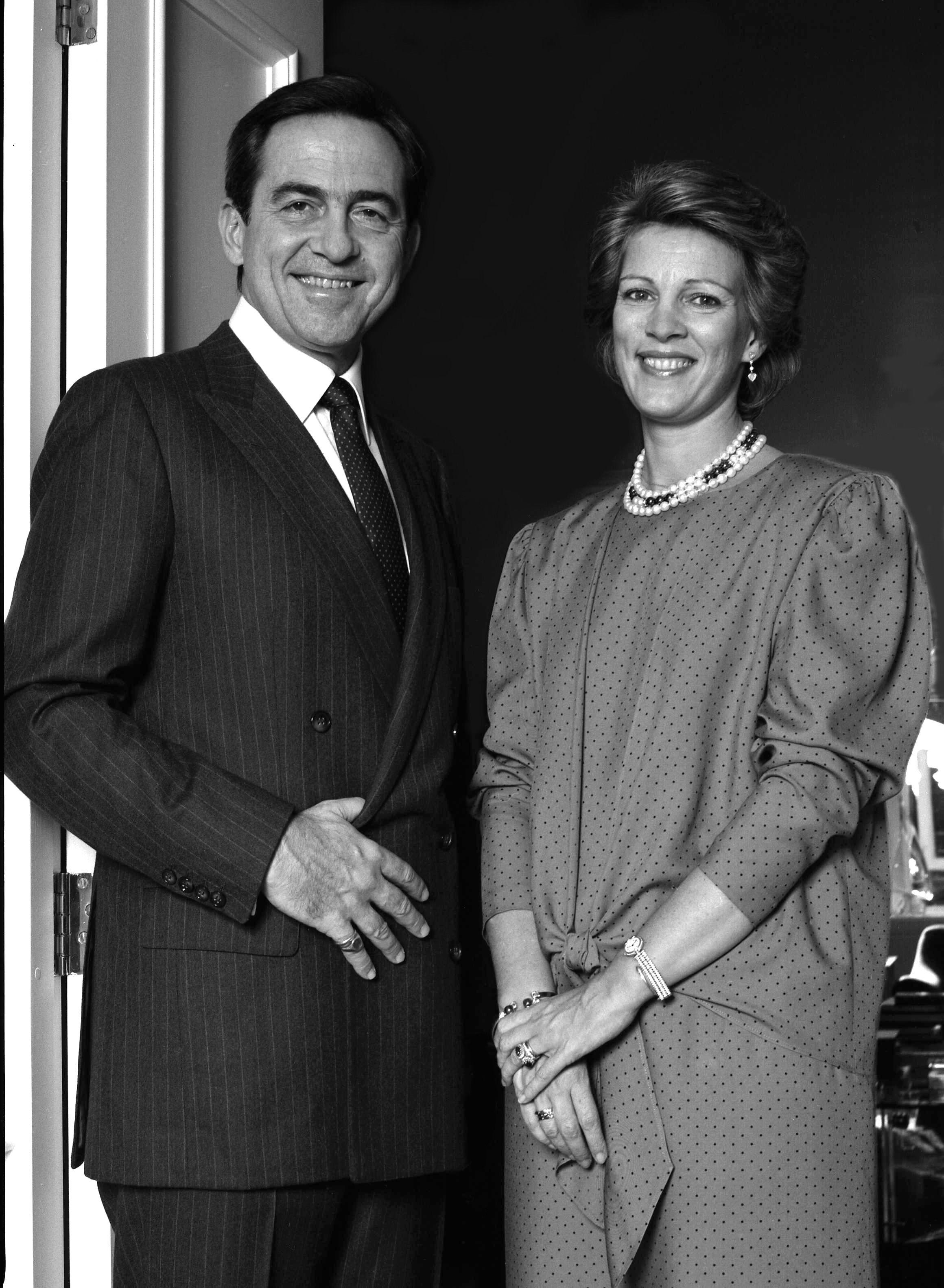
L'ex-roi Constantin II (roi des Hellènes) et son épouse Anne-Marie de Danemark (1987).

À l'image de son père Constantin II, médaillé d'or aux Jeux olympiques de 1960,, Paul est passionné de navigation à voile. Avec sa famille, il passe ainsi une partie de chaque été en mer,,. En compagnie de son beau-père Robert Warren Miller, le diadoque participe, en outre, à quelques compétitions sportives. En 2003, il fait ainsi partie de l'équipage du Mari-Cha IV lorsque celui-ci établit un record de vitesse pour la traversée de l'Atlantique, en seulement six jours,. Deux ans plus tard, le prince est également membre de l'équipage du navire lorsque celui-ci remporte le 2005 Rolex Transatlantic Challenge.
Paul s'adonne par ailleurs au ski, ce qui le conduit chaque hiver en Suisse avec sa famille,. Enfin, le diadoque est un amateur de chasse, activité qu'il pratique notamment sur le domaine que Marie-Chantal et lui possèdent dans les Cotswolds.

### Un prétendant en devenir

#### Un prince éloigné de la Grèce
Privé de sa nationalité hellène et interdit de séjour en Grèce jusqu'à la victoire judiciaire de sa famille face à Athènes devant la Cour européenne des droits de l'homme, Paul ne peut revenir librement dans son pays qu'à partir de 2002. Contraint de faire baptiser ses aînés à Istanbul (pour María Olympía) et à Londres (pour Konstantínos Aléxios et Achíleas Andréas),, le diadoque a finalement la satisfaction de voir ses deux plus jeunes fils (Odysséas Kímon et Aristídis Stávros) ondoyés dans la capitale hellénique,.
Le retour de Paul et des siens en Grèce reste, malgré tout, limité. S'il visite, chaque été, sa terre natale avec sa femme et ses enfants,, le diadoque maintient sa résidence à l'étranger. En 2017, Paul et sa famille s'éloignent même davantage de la Grèce en quittant Londres pour revenir vivre aux États-Unis. Une telle attitude tranche avec celle de l'ancien roi Constantin II ou du prince Nikólaos, qui ont tous les deux fait le choix de s'installer dans leur pays, avec leurs épouses, en 2013,.

#### Un prince qui cherche à faire entendre sa voix

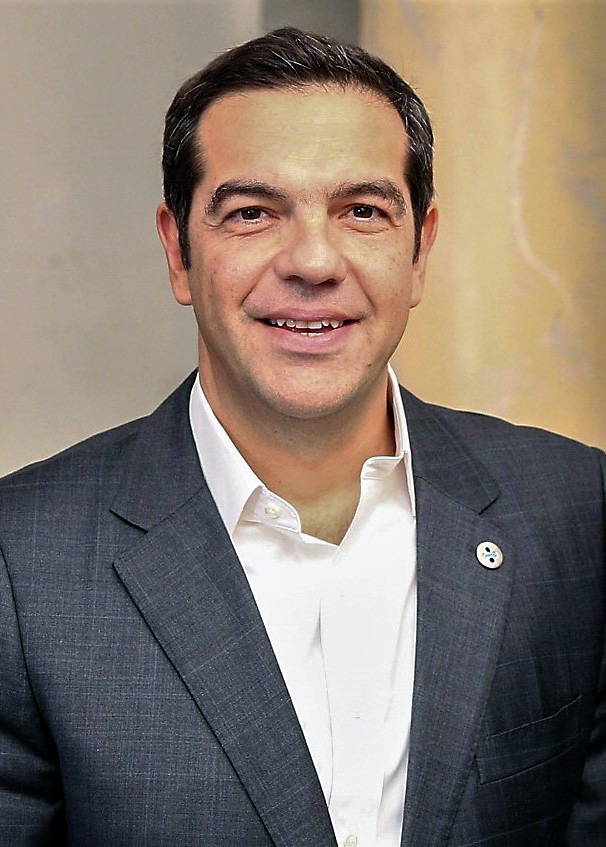
Le Premier ministre Aléxis Tsípras en 2017.

Actif sur les réseaux sociaux, le prince Paul compte, en 2019, plus de 42 000 followers sur Instagram, ce qui est beaucoup moins que son épouse (155 000 followers) et certains de ses enfants (162 000 pour María Olympía ; presque 100 000 pour Konstantínos Aléxios). Le diadoque est également présent sur X, où il n'hésite pas à poster ponctuellement des messages à caractère politique, comme lorsqu'il fustige les conséquences, en Grèce, de « 70 ans de dictature PASOK-ND » (2015) ou appelle à la destitution du président américain Donald Trump après l'assaut du Capitole (2021),.
Très préoccupé par la situation de son pays au moment de la crise de la dette publique grecque, Paul est choqué par la victoire électorale de SYRIZA en 2015. Il se montre ensuite critique vis-à-vis de la politique d'Aléxis Tsípras, contrairement à l'ex-roi Constantin II qui fait connaître son soutien au nouveau Premier ministre,. Le diadoque affiche, par ailleurs, son opposition au « Grexit » et soutient publiquement la position du « oui » lors du référendum de 2015. Peu audible dans son pays, où il publie, quelque temps, une tribune quotidienne sur le site d'information anglophone The Periscope Post,, Paul fait cependant la une du quotidien grec Paraskhnio, en 2020,. Il est, en outre, parfois sollicité par des médias étrangers pour donner son avis sur les événements qui secouent la Grèce. Il est ainsi interviewé par les chaines de télévision américaines Bloomberg TV (2012) et CNBC (2015), ou l'hebdomadaire allemand Bunte (2012).

#### Une personnalité clivante en Grèce
Volontiers raillé par la presse hellène, qui lui refuse le nom « de Grèce » et préfère l'appeler « Glücksbourg » (Γλίξμπουργκ), afin de souligner ses origines étrangères,, le diadoque n'est guère populaire dans son pays d'origine, où des polémiques régulières éclatent sur la question de ses titres. De fait, selon une enquête publiée le 22 avril 2007 par le journal To Víma et menée par Kapa Research SA, seuls 11,6 % des Grecs soutiennent encore, à cette date, l'idée d'une restauration monarchique. Cela n'empêche cependant pas certains médias populaires, comme le site internet Iefimerida, de s'intéresser de près à la vie du diadoque et de ses proches,.

### Chef de l'ancienne famille royale de Grèce
Hospitalisé en unité de soins intensifs à la suite d'un accident cardio-vasculaire, l'ancien roi des Hellènes Constantin II meurt à Athènes le 10 janvier 2023. Paul lui succède alors comme chef de l'ancienne famille royale et comme prétendant au trône de Grèce. 
Dans ces conditions, certains médias internationaux n'hésitent pas à qualifier Paul et Marie-Chantal de nouveaux roi et reine titulaires,,, ce qui n'est pas sans choquer dans la République hellénique. Dans les mêmes moments, une rumeur, propagée par le journaliste grec Giorgios Liagas, soutient que le couple princier a décidé d'abandonner New York pour s'installer à Athènes, obligeant le représentant de l'ancienne maison royale à émettre un démenti officiel. En juillet 2023, lors d'un entretien accordé à la chaîne de télévision Ellinikí Radiofonía Tileórasi (ERT), le diadoque estime qu'il n'y aura plus jamais de roi en Grèce, affirmant que « la question de la monarchie est enterrée comme elle l'est pour tous les Grecs », et refuse de s'engager en politique dans son pays.
En décembre 2024, le prince Paul et sa famille retrouvent la nationalité grecque, dont ils étaient privés depuis 1994. Ils adoptent le patronyme « de Grèce » (en français, translittéré Ντε Γκρες / De Grès en grec moderne) comme nom de famille.

## Dans la culture populaire

Étendard personnel du diadoque.

### Littérature
L'écrivaine franco-marocaine Saphia Azzeddine fait brièvement référence au mariage de Paul et Marie-Chantal dans son roman Combien veux-tu m'épouser ? (2013).

### Photographie
Le photographe anglo-allemand Nikolai von Bismarck a fait poser le diadoque Paul et son fils Konstantínos Aléxios pour son livre The Dior Sessions (2019),.

## Titulature et honneurs

### Titulature
Les titres et honneurs portés par les membres de la maison de Grèce n'ont plus d'existence juridique en Grèce et sont considérés comme de simples titres de courtoisie.
- 20 mai 1967 - 29 juillet 1973 : Son Altesse Royale le diadoque de Grèce et prince de Danemark ;
- 29 juillet 1973 - 10 janvier 2023 : Son Altesse Royale le diadoque Paul, prince de Grèce et de Danemark ;
- Depuis le 10 janvier 2023 : Son Altesse Royale le prince Paul de Grèce, prince de Danemark.

### Honneurs hellènes
- Chevalier grand-croix de l'ordre du Sauveur[118] ;
- Chevalier grand-croix de l'ordre du Phénix ;
- Chevalier grand-croix de l'ordre des Saints-Georges-et-Constantin[118] ;
- Chevalier grand-croix de l'ordre de Georges Ier.

### Honneur étranger
- Chevalier de l'ordre de l'Éléphant (Danemark, 1997)[119].

## Généalogie

### Quartiers du diadoque
|  |                                                                      |  |  |  |  |  |  |  |  |  |  |  |  |  |  |  |
|  | 16. Georges Ier de Grèce                                             |  |  |  |  |  |  |  |  |  |  |  |  |  |  |  |
|  |                                                                      |  |  |  |  |  |  |  |  |  |  |  |  |  |  |  |
|  |                                                                      |  |  |  |  |  |  |  |  |  |  |  |  |  |  |  |
|  | 8. Constantin Ier de Grèce                                           |  |  |  |  |  |  |  |  |  |  |  |  |  |  |  |
|  |                                                                      |  |  |  |  |  |  |  |  |  |  |  |  |  |  |  |
|  |                                                                      |  |  |  |  |  |  |  |  |  |  |  |  |  |  |  |
|  | 17. Olga Constantinovna de Russie                                    |  |  |  |  |  |  |  |  |  |  |  |  |  |  |  |
|  |                                                                      |  |  |  |  |  |  |  |  |  |  |  |  |  |  |  |
|  |                                                                      |  |  |  |  |  |  |  |  |  |  |  |  |  |  |  |
|  | 4. Paul Ier de Grèce                                                 |  |  |  |  |  |  |  |  |  |  |  |  |  |  |  |
|  |                                                                      |  |  |  |  |  |  |  |  |  |  |  |  |  |  |  |
|  |                                                                      |  |  |  |  |  |  |  |  |  |  |  |  |  |  |  |
|  | 18. Frédéric III d'Allemagne                                         |  |  |  |  |  |  |  |  |  |  |  |  |  |  |  |
|  |                                                                      |  |  |  |  |  |  |  |  |  |  |  |  |  |  |  |
|  |                                                                      |  |  |  |  |  |  |  |  |  |  |  |  |  |  |  |
|  | 9. Sophie de Prusse                                                  |  |  |  |  |  |  |  |  |  |  |  |  |  |  |  |
|  |                                                                      |  |  |  |  |  |  |  |  |  |  |  |  |  |  |  |
|  |                                                                      |  |  |  |  |  |  |  |  |  |  |  |  |  |  |  |
|  | 19. Victoria du Royaume-Uni                                          |  |  |  |  |  |  |  |  |  |  |  |  |  |  |  |
|  |                                                                      |  |  |  |  |  |  |  |  |  |  |  |  |  |  |  |
|  |                                                                      |  |  |  |  |  |  |  |  |  |  |  |  |  |  |  |
|  | 2. Constantin II de Grèce                                            |  |  |  |  |  |  |  |  |  |  |  |  |  |  |  |
|  |                                                                      |  |  |  |  |  |  |  |  |  |  |  |  |  |  |  |
|  |                                                                      |  |  |  |  |  |  |  |  |  |  |  |  |  |  |  |
|  | 20. Ernest-Auguste de Hanovre                                        |  |  |  |  |  |  |  |  |  |  |  |  |  |  |  |
|  |                                                                      |  |  |  |  |  |  |  |  |  |  |  |  |  |  |  |
|  |                                                                      |  |  |  |  |  |  |  |  |  |  |  |  |  |  |  |
|  | 10. Ernest-Auguste de Brunswick                                      |  |  |  |  |  |  |  |  |  |  |  |  |  |  |  |
|  |                                                                      |  |  |  |  |  |  |  |  |  |  |  |  |  |  |  |
|  |                                                                      |  |  |  |  |  |  |  |  |  |  |  |  |  |  |  |
|  | 21. Thyra de Danemark                                                |  |  |  |  |  |  |  |  |  |  |  |  |  |  |  |
|  |                                                                      |  |  |  |  |  |  |  |  |  |  |  |  |  |  |  |
|  |                                                                      |  |  |  |  |  |  |  |  |  |  |  |  |  |  |  |
|  | 5. Frederika de Hanovre                                              |  |  |  |  |  |  |  |  |  |  |  |  |  |  |  |
|  |                                                                      |  |  |  |  |  |  |  |  |  |  |  |  |  |  |  |
|  |                                                                      |  |  |  |  |  |  |  |  |  |  |  |  |  |  |  |
|  | 22. Guillaume II d'Allemagne                                         |  |  |  |  |  |  |  |  |  |  |  |  |  |  |  |
|  |                                                                      |  |  |  |  |  |  |  |  |  |  |  |  |  |  |  |
|  |                                                                      |  |  |  |  |  |  |  |  |  |  |  |  |  |  |  |
|  | 11. Victoria-Louise de Prusse                                        |  |  |  |  |  |  |  |  |  |  |  |  |  |  |  |
|  |                                                                      |  |  |  |  |  |  |  |  |  |  |  |  |  |  |  |
|  |                                                                      |  |  |  |  |  |  |  |  |  |  |  |  |  |  |  |
|  | 23. Augusta-Victoria de Schleswig-Holstein-Sonderbourg-Augustenbourg |  |  |  |  |  |  |  |  |  |  |  |  |  |  |  |
|  |                                                                      |  |  |  |  |  |  |  |  |  |  |  |  |  |  |  |
|  |                                                                      |  |  |  |  |  |  |  |  |  |  |  |  |  |  |  |
|  | 1. Paul de Grèce                                                     |  |  |  |  |  |  |  |  |  |  |  |  |  |  |  |
|  |                                                                      |  |  |  |  |  |  |  |  |  |  |  |  |  |  |  |
|  |                                                                      |  |  |  |  |  |  |  |  |  |  |  |  |  |  |  |
|  | 24. Frédéric VIII de Danemark                                        |  |  |  |  |  |  |  |  |  |  |  |  |  |  |  |
|  |                                                                      |  |  |  |  |  |  |  |  |  |  |  |  |  |  |  |
|  |                                                                      |  |  |  |  |  |  |  |  |  |  |  |  |  |  |  |
|  | 12. Christian X de Danemark                                          |  |  |  |  |  |  |  |  |  |  |  |  |  |  |  |
|  |                                                                      |  |  |  |  |  |  |  |  |  |  |  |  |  |  |  |
|  |                                                                      |  |  |  |  |  |  |  |  |  |  |  |  |  |  |  |
|  | 25. Louise de Suède                                                  |  |  |  |  |  |  |  |  |  |  |  |  |  |  |  |
|  |                                                                      |  |  |  |  |  |  |  |  |  |  |  |  |  |  |  |
|  |                                                                      |  |  |  |  |  |  |  |  |  |  |  |  |  |  |  |
|  | 6. Frédéric IX de Danemark                                           |  |  |  |  |  |  |  |  |  |  |  |  |  |  |  |
|  |                                                                      |  |  |  |  |  |  |  |  |  |  |  |  |  |  |  |
|  |                                                                      |  |  |  |  |  |  |  |  |  |  |  |  |  |  |  |
|  | 26. Frédéric-François III de Mecklembourg-Schwerin                   |  |  |  |  |  |  |  |  |  |  |  |  |  |  |  |
|  |                                                                      |  |  |  |  |  |  |  |  |  |  |  |  |  |  |  |
|  |                                                                      |  |  |  |  |  |  |  |  |  |  |  |  |  |  |  |
|  | 13. Alexandrine de Mecklembourg-Schwerin                             |  |  |  |  |  |  |  |  |  |  |  |  |  |  |  |
|  |                                                                      |  |  |  |  |  |  |  |  |  |  |  |  |  |  |  |
|  |                                                                      |  |  |  |  |  |  |  |  |  |  |  |  |  |  |  |
|  | 27. Anastasia Mikhaïlovna de Russie                                  |  |  |  |  |  |  |  |  |  |  |  |  |  |  |  |
|  |                                                                      |  |  |  |  |  |  |  |  |  |  |  |  |  |  |  |
|  |                                                                      |  |  |  |  |  |  |  |  |  |  |  |  |  |  |  |
|  | 3. Anne-Marie de Danemark                                            |  |  |  |  |  |  |  |  |  |  |  |  |  |  |  |
|  |                                                                      |  |  |  |  |  |  |  |  |  |  |  |  |  |  |  |
|  |                                                                      |  |  |  |  |  |  |  |  |  |  |  |  |  |  |  |
|  | 28. Gustave V de Suède                                               |  |  |  |  |  |  |  |  |  |  |  |  |  |  |  |
|  |                                                                      |  |  |  |  |  |  |  |  |  |  |  |  |  |  |  |
|  |                                                                      |  |  |  |  |  |  |  |  |  |  |  |  |  |  |  |
|  | 14. Gustave VI Adolphe de Suède                                      |  |  |  |  |  |  |  |  |  |  |  |  |  |  |  |
|  |                                                                      |  |  |  |  |  |  |  |  |  |  |  |  |  |  |  |
|  |                                                                      |  |  |  |  |  |  |  |  |  |  |  |  |  |  |  |
|  | 29. Victoria de Bade                                                 |  |  |  |  |  |  |  |  |  |  |  |  |  |  |  |
|  |                                                                      |  |  |  |  |  |  |  |  |  |  |  |  |  |  |  |
|  |                                                                      |  |  |  |  |  |  |  |  |  |  |  |  |  |  |  |
|  | 7. Ingrid de Suède                                                   |  |  |  |  |  |  |  |  |  |  |  |  |  |  |  |
|  |                                                                      |  |  |  |  |  |  |  |  |  |  |  |  |  |  |  |
|  |                                                                      |  |  |  |  |  |  |  |  |  |  |  |  |  |  |  |
|  | 30. Arthur du Royaume-Uni                                            |  |  |  |  |  |  |  |  |  |  |  |  |  |  |  |
|  |                                                                      |  |  |  |  |  |  |  |  |  |  |  |  |  |  |  |
|  |                                                                      |  |  |  |  |  |  |  |  |  |  |  |  |  |  |  |
|  | 15. Margaret du Royaume-Uni                                          |  |  |  |  |  |  |  |  |  |  |  |  |  |  |  |
|  |                                                                      |  |  |  |  |  |  |  |  |  |  |  |  |  |  |  |
|  |                                                                      |  |  |  |  |  |  |  |  |  |  |  |  |  |  |  |
|  | 31. Louise-Marguerite de Prusse                                      |  |  |  |  |  |  |  |  |  |  |  |  |  |  |  |
|  |                                                                      |  |  |  |  |  |  |  |  |  |  |  |  |  |  |  |
|  |                                                                      |  |  |  |  |  |  |  |  |  |  |  |  |  |  |  |

### Paul et Marie-Chantal: entre gotha etjet set(arbre simplifié)
|  |  |                                                                |                                                                |                                                                |                                                                |                                                                |                                                                |  |  |                                                          |                                                          |                                                          |                                                          | Georges Ier, Roi des Hellènes ∞ Olga, Gde-Dsse de Russie | Georges Ier, Roi des Hellènes ∞ Olga, Gde-Dsse de Russie | Georges Ier, Roi des Hellènes ∞ Olga, Gde-Dsse de Russie | Georges Ier, Roi des Hellènes ∞ Olga, Gde-Dsse de Russie | Georges Ier, Roi des Hellènes ∞ Olga, Gde-Dsse de Russie | Georges Ier, Roi des Hellènes ∞ Olga, Gde-Dsse de Russie |                                     |                                     |                                     |                                     |                                                             |                                                             |                                                             |                                                             |                                                             |                                                             |                                                       |                                                       | Guillaume II, Empereur allemand ∞ Augusta-Victoria, Pcesse de S.H.S.G. | Guillaume II, Empereur allemand ∞ Augusta-Victoria, Pcesse de S.H.S.G. | Guillaume II, Empereur allemand ∞ Augusta-Victoria, Pcesse de S.H.S.G. | Guillaume II, Empereur allemand ∞ Augusta-Victoria, Pcesse de S.H.S.G. | Guillaume II, Empereur allemand ∞ Augusta-Victoria, Pcesse de S.H.S.G. | Guillaume II, Empereur allemand ∞ Augusta-Victoria, Pcesse de S.H.S.G. |                             |                             |  |  |                                 |                                 |                                 |                                 |                                 |                                 |  |  | Frédéric VIII Roi de Danemark ∞ Louise, Pcesse de Suède                     | Frédéric VIII Roi de Danemark ∞ Louise, Pcesse de Suède                     | Frédéric VIII Roi de Danemark ∞ Louise, Pcesse de Suède                     | Frédéric VIII Roi de Danemark ∞ Louise, Pcesse de Suède                     | Frédéric VIII Roi de Danemark ∞ Louise, Pcesse de Suède                     | Frédéric VIII Roi de Danemark ∞ Louise, Pcesse de Suède                     |  |  |                                                                     |                                                                     |                                                                     |                                                                     | Gustave V, Roi de Suède ∞ Victoria, Pcesse de Bade                  | Gustave V, Roi de Suède ∞ Victoria, Pcesse de Bade                  | Gustave V, Roi de Suède ∞ Victoria, Pcesse de Bade                 | Gustave V, Roi de Suède ∞ Victoria, Pcesse de Bade                 | Gustave V, Roi de Suède ∞ Victoria, Pcesse de Bade                     | Gustave V, Roi de Suède ∞ Victoria, Pcesse de Bade                     |                                                                        |                                                                        |                                                                        |                                                                        |  |  |  |  |  |  |  |  |  |  |  |  |  |  |  |  |  |  |  |  |  |  |  |  |  |  |  |  |  |  |
|  |  |                                                                |                                                                |                                                                |                                                                |                                                                |                                                                |  |  |                                                          |                                                          |                                                          |                                                          | Georges Ier, Roi des Hellènes ∞ Olga, Gde-Dsse de Russie | Georges Ier, Roi des Hellènes ∞ Olga, Gde-Dsse de Russie | Georges Ier, Roi des Hellènes ∞ Olga, Gde-Dsse de Russie | Georges Ier, Roi des Hellènes ∞ Olga, Gde-Dsse de Russie | Georges Ier, Roi des Hellènes ∞ Olga, Gde-Dsse de Russie | Georges Ier, Roi des Hellènes ∞ Olga, Gde-Dsse de Russie |                                     |                                     |                                     |                                     |                                                             |                                                             |                                                             |                                                             |                                                             |                                                             |                                                       |                                                       | Guillaume II, Empereur allemand ∞ Augusta-Victoria, Pcesse de S.H.S.G. | Guillaume II, Empereur allemand ∞ Augusta-Victoria, Pcesse de S.H.S.G. | Guillaume II, Empereur allemand ∞ Augusta-Victoria, Pcesse de S.H.S.G. | Guillaume II, Empereur allemand ∞ Augusta-Victoria, Pcesse de S.H.S.G. | Guillaume II, Empereur allemand ∞ Augusta-Victoria, Pcesse de S.H.S.G. | Guillaume II, Empereur allemand ∞ Augusta-Victoria, Pcesse de S.H.S.G. |                             |                             |  |  |                                 |                                 |                                 |                                 |                                 |                                 |  |  | Frédéric VIII Roi de Danemark ∞ Louise, Pcesse de Suède                     | Frédéric VIII Roi de Danemark ∞ Louise, Pcesse de Suède                     | Frédéric VIII Roi de Danemark ∞ Louise, Pcesse de Suède                     | Frédéric VIII Roi de Danemark ∞ Louise, Pcesse de Suède                     | Frédéric VIII Roi de Danemark ∞ Louise, Pcesse de Suède                     | Frédéric VIII Roi de Danemark ∞ Louise, Pcesse de Suède                     |  |  |                                                                     |                                                                     |                                                                     |                                                                     | Gustave V, Roi de Suède ∞ Victoria, Pcesse de Bade                  | Gustave V, Roi de Suède ∞ Victoria, Pcesse de Bade                  | Gustave V, Roi de Suède ∞ Victoria, Pcesse de Bade                 | Gustave V, Roi de Suède ∞ Victoria, Pcesse de Bade                 | Gustave V, Roi de Suède ∞ Victoria, Pcesse de Bade                     | Gustave V, Roi de Suède ∞ Victoria, Pcesse de Bade                     |                                                                        |                                                                        |                                                                        |                                                                        |  |  |  |  |  |  |  |  |  |  |  |  |  |  |  |  |  |  |  |  |  |  |  |  |  |  |  |  |  |  |
|  |  |                                                                |                                                                |                                                                |                                                                |                                                                |                                                                |  |  |                                                          |                                                          |                                                          |                                                          |                                                          |                                                          |                                                          |                                                          |                                                          |                                                          |                                     |                                     |                                     |                                     |                                                             |                                                             |                                                             |                                                             |                                                             |                                                             |                                                       |                                                       |                                                                        |                                                                        |                                                                        |                                                                        |                                                                        |                                                                        |                             |                             |  |  |                                 |                                 |                                 |                                 |                                 |                                 |  |  |                                                                             |                                                                             |                                                                             |                                                                             |                                                                             |                                                                             |  |  |                                                                     |                                                                     |                                                                     |                                                                     |                                                                     |                                                                     |                                                                    |                                                                    |                                                                        |                                                                        |                                                                        |                                                                        |                                                                        |                                                                        |  |  |  |  |  |  |  |  |  |  |  |  |  |  |  |  |  |  |  |  |  |  |  |  |  |  |  |  |  |  |
|  |  | André, Pce de Grèce ∞ Alice, Pcesse de Battenberg              | André, Pce de Grèce ∞ Alice, Pcesse de Battenberg              | André, Pce de Grèce ∞ Alice, Pcesse de Battenberg              | André, Pce de Grèce ∞ Alice, Pcesse de Battenberg              | André, Pce de Grèce ∞ Alice, Pcesse de Battenberg              | André, Pce de Grèce ∞ Alice, Pcesse de Battenberg              |  |  |                                                          |                                                          |                                                          |                                                          |                                                          |                                                          |                                                          |                                                          |                                                          |                                                          |                                     |                                     |                                     |                                     | Constantin Ier, Roi des Hellènes ∞ Sophie, Pcesse de Prusse | Constantin Ier, Roi des Hellènes ∞ Sophie, Pcesse de Prusse | Constantin Ier, Roi des Hellènes ∞ Sophie, Pcesse de Prusse | Constantin Ier, Roi des Hellènes ∞ Sophie, Pcesse de Prusse | Constantin Ier, Roi des Hellènes ∞ Sophie, Pcesse de Prusse | Constantin Ier, Roi des Hellènes ∞ Sophie, Pcesse de Prusse |                                                       |                                                       | Victoria-Louise, Pcesse de Prusse ∞ Ernest-Auguste, Duc de Brunswick   | Victoria-Louise, Pcesse de Prusse ∞ Ernest-Auguste, Duc de Brunswick   | Victoria-Louise, Pcesse de Prusse ∞ Ernest-Auguste, Duc de Brunswick   | Victoria-Louise, Pcesse de Prusse ∞ Ernest-Auguste, Duc de Brunswick   | Victoria-Louise, Pcesse de Prusse ∞ Ernest-Auguste, Duc de Brunswick   | Victoria-Louise, Pcesse de Prusse ∞ Ernest-Auguste, Duc de Brunswick   |                             |                             |  |  |                                 |                                 |                                 |                                 |                                 |                                 |  |  | Christian X, Roi de Danemark ∞ Alexandrine, Pcesse de Mecklembourg-Schwerin | Christian X, Roi de Danemark ∞ Alexandrine, Pcesse de Mecklembourg-Schwerin | Christian X, Roi de Danemark ∞ Alexandrine, Pcesse de Mecklembourg-Schwerin | Christian X, Roi de Danemark ∞ Alexandrine, Pcesse de Mecklembourg-Schwerin | Christian X, Roi de Danemark ∞ Alexandrine, Pcesse de Mecklembourg-Schwerin | Christian X, Roi de Danemark ∞ Alexandrine, Pcesse de Mecklembourg-Schwerin |  |  |                                                                     |                                                                     |                                                                     |                                                                     | Gustave VI Adolphe, Roi de Suède ∞ Margaret, Pcesse du Royaume-Uni  | Gustave VI Adolphe, Roi de Suède ∞ Margaret, Pcesse du Royaume-Uni  | Gustave VI Adolphe, Roi de Suède ∞ Margaret, Pcesse du Royaume-Uni | Gustave VI Adolphe, Roi de Suède ∞ Margaret, Pcesse du Royaume-Uni | Gustave VI Adolphe, Roi de Suède ∞ Margaret, Pcesse du Royaume-Uni     | Gustave VI Adolphe, Roi de Suède ∞ Margaret, Pcesse du Royaume-Uni     |                                                                        |                                                                        |                                                                        |                                                                        |  |  |  |  |  |  |  |  |  |  |  |  |  |  |  |  |  |  |  |  |  |  |  |  |  |  |  |  |  |  |
|  |  | André, Pce de Grèce ∞ Alice, Pcesse de Battenberg              | André, Pce de Grèce ∞ Alice, Pcesse de Battenberg              | André, Pce de Grèce ∞ Alice, Pcesse de Battenberg              | André, Pce de Grèce ∞ Alice, Pcesse de Battenberg              | André, Pce de Grèce ∞ Alice, Pcesse de Battenberg              | André, Pce de Grèce ∞ Alice, Pcesse de Battenberg              |  |  |                                                          |                                                          |                                                          |                                                          |                                                          |                                                          |                                                          |                                                          |                                                          |                                                          |                                     |                                     |                                     |                                     | Constantin Ier, Roi des Hellènes ∞ Sophie, Pcesse de Prusse | Constantin Ier, Roi des Hellènes ∞ Sophie, Pcesse de Prusse | Constantin Ier, Roi des Hellènes ∞ Sophie, Pcesse de Prusse | Constantin Ier, Roi des Hellènes ∞ Sophie, Pcesse de Prusse | Constantin Ier, Roi des Hellènes ∞ Sophie, Pcesse de Prusse | Constantin Ier, Roi des Hellènes ∞ Sophie, Pcesse de Prusse |                                                       |                                                       | Victoria-Louise, Pcesse de Prusse ∞ Ernest-Auguste, Duc de Brunswick   | Victoria-Louise, Pcesse de Prusse ∞ Ernest-Auguste, Duc de Brunswick   | Victoria-Louise, Pcesse de Prusse ∞ Ernest-Auguste, Duc de Brunswick   | Victoria-Louise, Pcesse de Prusse ∞ Ernest-Auguste, Duc de Brunswick   | Victoria-Louise, Pcesse de Prusse ∞ Ernest-Auguste, Duc de Brunswick   | Victoria-Louise, Pcesse de Prusse ∞ Ernest-Auguste, Duc de Brunswick   |                             |                             |  |  |                                 |                                 |                                 |                                 |                                 |                                 |  |  | Christian X, Roi de Danemark ∞ Alexandrine, Pcesse de Mecklembourg-Schwerin | Christian X, Roi de Danemark ∞ Alexandrine, Pcesse de Mecklembourg-Schwerin | Christian X, Roi de Danemark ∞ Alexandrine, Pcesse de Mecklembourg-Schwerin | Christian X, Roi de Danemark ∞ Alexandrine, Pcesse de Mecklembourg-Schwerin | Christian X, Roi de Danemark ∞ Alexandrine, Pcesse de Mecklembourg-Schwerin | Christian X, Roi de Danemark ∞ Alexandrine, Pcesse de Mecklembourg-Schwerin |  |  |                                                                     |                                                                     |                                                                     |                                                                     | Gustave VI Adolphe, Roi de Suède ∞ Margaret, Pcesse du Royaume-Uni  | Gustave VI Adolphe, Roi de Suède ∞ Margaret, Pcesse du Royaume-Uni  | Gustave VI Adolphe, Roi de Suède ∞ Margaret, Pcesse du Royaume-Uni | Gustave VI Adolphe, Roi de Suède ∞ Margaret, Pcesse du Royaume-Uni | Gustave VI Adolphe, Roi de Suède ∞ Margaret, Pcesse du Royaume-Uni     | Gustave VI Adolphe, Roi de Suède ∞ Margaret, Pcesse du Royaume-Uni     |                                                                        |                                                                        |                                                                        |                                                                        |  |  |  |  |  |  |  |  |  |  |  |  |  |  |  |  |  |  |  |  |  |  |  |  |  |  |  |  |  |  |
|  |  |                                                                |                                                                |                                                                |                                                                |                                                                |                                                                |  |  |                                                          |                                                          |                                                          |                                                          |                                                          |                                                          |                                                          |                                                          |                                                          |                                                          |                                     |                                     |                                     |                                     |                                                             |                                                             |                                                             |                                                             |                                                             |                                                             |                                                       |                                                       |                                                                        |                                                                        |                                                                        |                                                                        |                                                                        |                                                                        |                             |                             |  |  |                                 |                                 |                                 |                                 |                                 |                                 |  |  |                                                                             |                                                                             |                                                                             |                                                                             |                                                                             |                                                                             |  |  |                                                                     |                                                                     |                                                                     |                                                                     |                                                                     |                                                                     |                                                                    |                                                                    |                                                                        |                                                                        |                                                                        |                                                                        |                                                                        |                                                                        |  |  |  |  |  |  |  |  |  |  |  |  |  |  |  |  |  |  |  |  |  |  |  |  |  |  |  |  |  |  |
|  |  | Philippe, Duc d'Édimbourg ∞ Élisabeth II, Reine du Royaume-Uni | Philippe, Duc d'Édimbourg ∞ Élisabeth II, Reine du Royaume-Uni | Philippe, Duc d'Édimbourg ∞ Élisabeth II, Reine du Royaume-Uni | Philippe, Duc d'Édimbourg ∞ Élisabeth II, Reine du Royaume-Uni | Philippe, Duc d'Édimbourg ∞ Élisabeth II, Reine du Royaume-Uni | Philippe, Duc d'Édimbourg ∞ Élisabeth II, Reine du Royaume-Uni |  |  |                                                          |                                                          |                                                          |                                                          |                                                          |                                                          |                                                          |                                                          |                                                          |                                                          |                                     |                                     |                                     |                                     | Paul Ier, Roi des Hellènes                                  | Paul Ier, Roi des Hellènes                                  | Paul Ier, Roi des Hellènes                                  | Paul Ier, Roi des Hellènes                                  | Paul Ier, Roi des Hellènes                                  | Paul Ier, Roi des Hellènes                                  |                                                       |                                                       | Frederika, Pcesse de Hanovre                                           | Frederika, Pcesse de Hanovre                                           | Frederika, Pcesse de Hanovre                                           | Frederika, Pcesse de Hanovre                                           | Frederika, Pcesse de Hanovre                                           | Frederika, Pcesse de Hanovre                                           |                             |                             |  |  |                                 |                                 |                                 |                                 |                                 |                                 |  |  | Frédéric IX, Roi de Danemark                                                | Frédéric IX, Roi de Danemark                                                | Frédéric IX, Roi de Danemark                                                | Frédéric IX, Roi de Danemark                                                | Frédéric IX, Roi de Danemark                                                | Frédéric IX, Roi de Danemark                                                |  |  | Ingrid, Pcesse de Suède                                             | Ingrid, Pcesse de Suède                                             | Ingrid, Pcesse de Suède                                             | Ingrid, Pcesse de Suède                                             | Ingrid, Pcesse de Suède                                             | Ingrid, Pcesse de Suède                                             |                                                                    |                                                                    | Gustave-Adolphe, Duc de Västerbotten ∞ Sibylle, Pcesse de Saxe-Cobourg | Gustave-Adolphe, Duc de Västerbotten ∞ Sibylle, Pcesse de Saxe-Cobourg | Gustave-Adolphe, Duc de Västerbotten ∞ Sibylle, Pcesse de Saxe-Cobourg | Gustave-Adolphe, Duc de Västerbotten ∞ Sibylle, Pcesse de Saxe-Cobourg | Gustave-Adolphe, Duc de Västerbotten ∞ Sibylle, Pcesse de Saxe-Cobourg | Gustave-Adolphe, Duc de Västerbotten ∞ Sibylle, Pcesse de Saxe-Cobourg |  |  |  |  |  |  |  |  |  |  |  |  |  |  |  |  |  |  |  |  |  |  |  |  |  |  |  |  |  |  |
|  |  | Philippe, Duc d'Édimbourg ∞ Élisabeth II, Reine du Royaume-Uni | Philippe, Duc d'Édimbourg ∞ Élisabeth II, Reine du Royaume-Uni | Philippe, Duc d'Édimbourg ∞ Élisabeth II, Reine du Royaume-Uni | Philippe, Duc d'Édimbourg ∞ Élisabeth II, Reine du Royaume-Uni | Philippe, Duc d'Édimbourg ∞ Élisabeth II, Reine du Royaume-Uni | Philippe, Duc d'Édimbourg ∞ Élisabeth II, Reine du Royaume-Uni |  |  |                                                          |                                                          |                                                          |                                                          |                                                          |                                                          |                                                          |                                                          |                                                          |                                                          |                                     |                                     |                                     |                                     | Paul Ier, Roi des Hellènes                                  | Paul Ier, Roi des Hellènes                                  | Paul Ier, Roi des Hellènes                                  | Paul Ier, Roi des Hellènes                                  | Paul Ier, Roi des Hellènes                                  | Paul Ier, Roi des Hellènes                                  |                                                       |                                                       | Frederika, Pcesse de Hanovre                                           | Frederika, Pcesse de Hanovre                                           | Frederika, Pcesse de Hanovre                                           | Frederika, Pcesse de Hanovre                                           | Frederika, Pcesse de Hanovre                                           | Frederika, Pcesse de Hanovre                                           |                             |                             |  |  |                                 |                                 |                                 |                                 |                                 |                                 |  |  | Frédéric IX, Roi de Danemark                                                | Frédéric IX, Roi de Danemark                                                | Frédéric IX, Roi de Danemark                                                | Frédéric IX, Roi de Danemark                                                | Frédéric IX, Roi de Danemark                                                | Frédéric IX, Roi de Danemark                                                |  |  | Ingrid, Pcesse de Suède                                             | Ingrid, Pcesse de Suède                                             | Ingrid, Pcesse de Suède                                             | Ingrid, Pcesse de Suède                                             | Ingrid, Pcesse de Suède                                             | Ingrid, Pcesse de Suède                                             |                                                                    |                                                                    | Gustave-Adolphe, Duc de Västerbotten ∞ Sibylle, Pcesse de Saxe-Cobourg | Gustave-Adolphe, Duc de Västerbotten ∞ Sibylle, Pcesse de Saxe-Cobourg | Gustave-Adolphe, Duc de Västerbotten ∞ Sibylle, Pcesse de Saxe-Cobourg | Gustave-Adolphe, Duc de Västerbotten ∞ Sibylle, Pcesse de Saxe-Cobourg | Gustave-Adolphe, Duc de Västerbotten ∞ Sibylle, Pcesse de Saxe-Cobourg | Gustave-Adolphe, Duc de Västerbotten ∞ Sibylle, Pcesse de Saxe-Cobourg |  |  |  |  |  |  |  |  |  |  |  |  |  |  |  |  |  |  |  |  |  |  |  |  |  |  |  |  |  |  |
|  |  |                                                                |                                                                |                                                                |                                                                |                                                                |                                                                |  |  |                                                          |                                                          |                                                          |                                                          |                                                          |                                                          |                                                          |                                                          |                                                          |                                                          |                                     |                                     |                                     |                                     |                                                             |                                                             |                                                             |                                                             |                                                             |                                                             |                                                       |                                                       |                                                                        |                                                                        |                                                                        |                                                                        |                                                                        |                                                                        |                             |                             |  |  |                                 |                                 |                                 |                                 |                                 |                                 |  |  |                                                                             |                                                                             |                                                                             |                                                                             |                                                                             |                                                                             |  |  |                                                                     |                                                                     |                                                                     |                                                                     |                                                                     |                                                                     |                                                                    |                                                                    |                                                                        |                                                                        |                                                                        |                                                                        |                                                                        |                                                                        |  |  |  |  |  |  |  |  |  |  |  |  |  |  |  |  |  |  |  |  |  |  |  |  |  |  |  |  |  |  |
|  |  |                                                                |                                                                |                                                                |                                                                |                                                                |                                                                |  |  |                                                          |                                                          |                                                          |                                                          |                                                          |                                                          |                                                          |                                                          |                                                          |                                                          |                                     |                                     |                                     |                                     |                                                             |                                                             |                                                             |                                                             |                                                             |                                                             |                                                       |                                                       |                                                                        |                                                                        |                                                                        |                                                                        |                                                                        |                                                                        |                             |                             |  |  |                                 |                                 |                                 |                                 |                                 |                                 |  |  |                                                                             |                                                                             |                                                                             |                                                                             |                                                                             |                                                                             |  |  |                                                                     |                                                                     |                                                                     |                                                                     |                                                                     |                                                                     |                                                                    |                                                                    |                                                                        |                                                                        |                                                                        |                                                                        |                                                                        |                                                                        |  |  |  |  |  |  |  |  |  |  |  |  |  |  |  |  |  |  |  |  |  |  |  |  |  |  |  |  |  |  |
|  |  |                                                                |                                                                |                                                                |                                                                |                                                                |                                                                |  |  |                                                          |                                                          |                                                          |                                                          |                                                          |                                                          |                                                          |                                                          |                                                          |                                                          |                                     |                                     |                                     |                                     |                                                             |                                                             |                                                             |                                                             |                                                             |                                                             |                                                       |                                                       |                                                                        |                                                                        |                                                                        |                                                                        |                                                                        |                                                                        |                             |                             |  |  |                                 |                                 |                                 |                                 |                                 |                                 |  |  |                                                                             |                                                                             |                                                                             |                                                                             |                                                                             |                                                                             |  |  |                                                                     |                                                                     |                                                                     |                                                                     |                                                                     |                                                                     |                                                                    |                                                                    |                                                                        |                                                                        |                                                                        |                                                                        |                                                                        |                                                                        |  |  |  |  |  |  |  |  |  |  |  |  |  |  |  |  |  |  |  |  |  |  |  |  |  |  |  |  |  |  |
|  |  | Charles III, Roi du Royaume-Uni ∞ Diana, Lady Spencer          | Charles III, Roi du Royaume-Uni ∞ Diana, Lady Spencer          | Charles III, Roi du Royaume-Uni ∞ Diana, Lady Spencer          | Charles III, Roi du Royaume-Uni ∞ Diana, Lady Spencer          | Charles III, Roi du Royaume-Uni ∞ Diana, Lady Spencer          | Charles III, Roi du Royaume-Uni ∞ Diana, Lady Spencer          |  |  | Sophie, Pcesse de Grèce ∞ Juan Carlos Ier, Roi d'Espagne | Sophie, Pcesse de Grèce ∞ Juan Carlos Ier, Roi d'Espagne | Sophie, Pcesse de Grèce ∞ Juan Carlos Ier, Roi d'Espagne | Sophie, Pcesse de Grèce ∞ Juan Carlos Ier, Roi d'Espagne | Sophie, Pcesse de Grèce ∞ Juan Carlos Ier, Roi d'Espagne | Sophie, Pcesse de Grèce ∞ Juan Carlos Ier, Roi d'Espagne |                                                          |                                                          |                                                          |                                                          |                                     |                                     |                                     |                                     |                                                             |                                                             |                                                             |                                                             |                                                             |                                                             | Robert Miller ∞ María Clara Pesantes                  | Robert Miller ∞ María Clara Pesantes                  | Robert Miller ∞ María Clara Pesantes                                   | Robert Miller ∞ María Clara Pesantes                                   | Robert Miller ∞ María Clara Pesantes                                   | Robert Miller ∞ María Clara Pesantes                                   |                                                                        |                                                                        |                             |                             |  |  | Constantin II, Roi des Hellènes | Constantin II, Roi des Hellènes | Constantin II, Roi des Hellènes | Constantin II, Roi des Hellènes | Constantin II, Roi des Hellènes | Constantin II, Roi des Hellènes |  |  | Anne-Marie, Pcesse de Danemark                                              | Anne-Marie, Pcesse de Danemark                                              | Anne-Marie, Pcesse de Danemark                                              | Anne-Marie, Pcesse de Danemark                                              | Anne-Marie, Pcesse de Danemark                                              | Anne-Marie, Pcesse de Danemark                                              |  |  | Margrethe II, Reine de Danemark ∞ Henri de Laborde, Cte de Monpezat | Margrethe II, Reine de Danemark ∞ Henri de Laborde, Cte de Monpezat | Margrethe II, Reine de Danemark ∞ Henri de Laborde, Cte de Monpezat | Margrethe II, Reine de Danemark ∞ Henri de Laborde, Cte de Monpezat | Margrethe II, Reine de Danemark ∞ Henri de Laborde, Cte de Monpezat | Margrethe II, Reine de Danemark ∞ Henri de Laborde, Cte de Monpezat |                                                                    |                                                                    | Charles XVI Gustave, Roi de Suède ∞ Silvia Sommerlath                  | Charles XVI Gustave, Roi de Suède ∞ Silvia Sommerlath                  | Charles XVI Gustave, Roi de Suède ∞ Silvia Sommerlath                  | Charles XVI Gustave, Roi de Suède ∞ Silvia Sommerlath                  | Charles XVI Gustave, Roi de Suède ∞ Silvia Sommerlath                  | Charles XVI Gustave, Roi de Suède ∞ Silvia Sommerlath                  |  |  |  |  |  |  |  |  |  |  |  |  |  |  |  |  |  |  |  |  |  |  |  |  |  |  |  |  |  |  |
|  |  | Charles III, Roi du Royaume-Uni ∞ Diana, Lady Spencer          | Charles III, Roi du Royaume-Uni ∞ Diana, Lady Spencer          | Charles III, Roi du Royaume-Uni ∞ Diana, Lady Spencer          | Charles III, Roi du Royaume-Uni ∞ Diana, Lady Spencer          | Charles III, Roi du Royaume-Uni ∞ Diana, Lady Spencer          | Charles III, Roi du Royaume-Uni ∞ Diana, Lady Spencer          |  |  | Sophie, Pcesse de Grèce ∞ Juan Carlos Ier, Roi d'Espagne | Sophie, Pcesse de Grèce ∞ Juan Carlos Ier, Roi d'Espagne | Sophie, Pcesse de Grèce ∞ Juan Carlos Ier, Roi d'Espagne | Sophie, Pcesse de Grèce ∞ Juan Carlos Ier, Roi d'Espagne | Sophie, Pcesse de Grèce ∞ Juan Carlos Ier, Roi d'Espagne | Sophie, Pcesse de Grèce ∞ Juan Carlos Ier, Roi d'Espagne |                                                          |                                                          |                                                          |                                                          |                                     |                                     |                                     |                                     |                                                             |                                                             |                                                             |                                                             |                                                             |                                                             | Robert Miller ∞ María Clara Pesantes                  | Robert Miller ∞ María Clara Pesantes                  | Robert Miller ∞ María Clara Pesantes                                   | Robert Miller ∞ María Clara Pesantes                                   | Robert Miller ∞ María Clara Pesantes                                   | Robert Miller ∞ María Clara Pesantes                                   |                                                                        |                                                                        |                             |                             |  |  | Constantin II, Roi des Hellènes | Constantin II, Roi des Hellènes | Constantin II, Roi des Hellènes | Constantin II, Roi des Hellènes | Constantin II, Roi des Hellènes | Constantin II, Roi des Hellènes |  |  | Anne-Marie, Pcesse de Danemark                                              | Anne-Marie, Pcesse de Danemark                                              | Anne-Marie, Pcesse de Danemark                                              | Anne-Marie, Pcesse de Danemark                                              | Anne-Marie, Pcesse de Danemark                                              | Anne-Marie, Pcesse de Danemark                                              |  |  | Margrethe II, Reine de Danemark ∞ Henri de Laborde, Cte de Monpezat | Margrethe II, Reine de Danemark ∞ Henri de Laborde, Cte de Monpezat | Margrethe II, Reine de Danemark ∞ Henri de Laborde, Cte de Monpezat | Margrethe II, Reine de Danemark ∞ Henri de Laborde, Cte de Monpezat | Margrethe II, Reine de Danemark ∞ Henri de Laborde, Cte de Monpezat | Margrethe II, Reine de Danemark ∞ Henri de Laborde, Cte de Monpezat |                                                                    |                                                                    | Charles XVI Gustave, Roi de Suède ∞ Silvia Sommerlath                  | Charles XVI Gustave, Roi de Suède ∞ Silvia Sommerlath                  | Charles XVI Gustave, Roi de Suède ∞ Silvia Sommerlath                  | Charles XVI Gustave, Roi de Suède ∞ Silvia Sommerlath                  | Charles XVI Gustave, Roi de Suède ∞ Silvia Sommerlath                  | Charles XVI Gustave, Roi de Suède ∞ Silvia Sommerlath                  |  |  |  |  |  |  |  |  |  |  |  |  |  |  |  |  |  |  |  |  |  |  |  |  |  |  |  |  |  |  |
|  |  |                                                                |                                                                |                                                                |                                                                |                                                                |                                                                |  |  |                                                          |                                                          |                                                          |                                                          |                                                          |                                                          |                                                          |                                                          |                                                          |                                                          |                                     |                                     |                                     |                                     |                                                             |                                                             |                                                             |                                                             |                                                             |                                                             |                                                       |                                                       |                                                                        |                                                                        |                                                                        |                                                                        |                                                                        |                                                                        |                             |                             |  |  |                                 |                                 |                                 |                                 |                                 |                                 |  |  |                                                                             |                                                                             |                                                                             |                                                                             |                                                                             |                                                                             |  |  |                                                                     |                                                                     |                                                                     |                                                                     |                                                                     |                                                                     |                                                                    |                                                                    |                                                                        |                                                                        |                                                                        |                                                                        |                                                                        |                                                                        |  |  |  |  |  |  |  |  |  |  |  |  |  |  |  |  |  |  |  |  |  |  |  |  |  |  |  |  |  |  |
|  |  |                                                                |                                                                |                                                                |                                                                |                                                                |                                                                |  |  |                                                          |                                                          |                                                          |                                                          |                                                          |                                                          |                                                          |                                                          |                                                          |                                                          |                                     |                                     |                                     |                                     |                                                             |                                                             |                                                             |                                                             |                                                             |                                                             |                                                       |                                                       |                                                                        |                                                                        |                                                                        |                                                                        |                                                                        |                                                                        |                             |                             |  |  |                                 |                                 |                                 |                                 |                                 |                                 |  |  |                                                                             |                                                                             |                                                                             |                                                                             |                                                                             |                                                                             |  |  |                                                                     |                                                                     |                                                                     |                                                                     |                                                                     |                                                                     |                                                                    |                                                                    |                                                                        |                                                                        |                                                                        |                                                                        |                                                                        |                                                                        |  |  |  |  |  |  |  |  |  |  |  |  |  |  |  |  |  |  |  |  |  |  |  |  |  |  |  |  |  |  |
|  |  | William, Pce de Galles ∞ Catherine Middleton                   | William, Pce de Galles ∞ Catherine Middleton                   | William, Pce de Galles ∞ Catherine Middleton                   | William, Pce de Galles ∞ Catherine Middleton                   | William, Pce de Galles ∞ Catherine Middleton                   | William, Pce de Galles ∞ Catherine Middleton                   |  |  | Felipe VI, Roi d'Espagne ∞ Letizia Ortiz                 | Felipe VI, Roi d'Espagne ∞ Letizia Ortiz                 | Felipe VI, Roi d'Espagne ∞ Letizia Ortiz                 | Felipe VI, Roi d'Espagne ∞ Letizia Ortiz                 | Felipe VI, Roi d'Espagne ∞ Letizia Ortiz                 | Felipe VI, Roi d'Espagne ∞ Letizia Ortiz                 |                                                          |                                                          | Pia Miller (en) ∞ Christopher Getty                      | Pia Miller (en) ∞ Christopher Getty                      | Pia Miller (en) ∞ Christopher Getty | Pia Miller (en) ∞ Christopher Getty | Pia Miller (en) ∞ Christopher Getty | Pia Miller (en) ∞ Christopher Getty |                                                             |                                                             |                                                             |                                                             |                                                             |                                                             | Alexandra Miller ∞ Alexandre (en), Pce de Fürstenberg | Alexandra Miller ∞ Alexandre (en), Pce de Fürstenberg | Alexandra Miller ∞ Alexandre (en), Pce de Fürstenberg                  | Alexandra Miller ∞ Alexandre (en), Pce de Fürstenberg                  | Alexandra Miller ∞ Alexandre (en), Pce de Fürstenberg                  | Alexandra Miller ∞ Alexandre (en), Pce de Fürstenberg                  |                                                                        |                                                                        |                             |                             |  |  | Marie-Chantal Miller            | Marie-Chantal Miller            | Marie-Chantal Miller            | Marie-Chantal Miller            | Marie-Chantal Miller            | Marie-Chantal Miller            |  |  | Paul, Diadoque de Grèce                                                     | Paul, Diadoque de Grèce                                                     | Paul, Diadoque de Grèce                                                     | Paul, Diadoque de Grèce                                                     | Paul, Diadoque de Grèce                                                     | Paul, Diadoque de Grèce                                                     |  |  | Frederik X, Roi de Danemark ∞ Mary Donaldson                        | Frederik X, Roi de Danemark ∞ Mary Donaldson                        | Frederik X, Roi de Danemark ∞ Mary Donaldson                        | Frederik X, Roi de Danemark ∞ Mary Donaldson                        | Frederik X, Roi de Danemark ∞ Mary Donaldson                        | Frederik X, Roi de Danemark ∞ Mary Donaldson                        |                                                                    |                                                                    | Victoria, Dsse de Västergötland ∞ Daniel Westling                      | Victoria, Dsse de Västergötland ∞ Daniel Westling                      | Victoria, Dsse de Västergötland ∞ Daniel Westling                      | Victoria, Dsse de Västergötland ∞ Daniel Westling                      | Victoria, Dsse de Västergötland ∞ Daniel Westling                      | Victoria, Dsse de Västergötland ∞ Daniel Westling                      |  |  |  |  |  |  |  |  |  |  |  |  |  |  |  |  |  |  |  |  |  |  |  |  |  |  |  |  |  |  |
|  |  | William, Pce de Galles ∞ Catherine Middleton                   | William, Pce de Galles ∞ Catherine Middleton                   | William, Pce de Galles ∞ Catherine Middleton                   | William, Pce de Galles ∞ Catherine Middleton                   | William, Pce de Galles ∞ Catherine Middleton                   | William, Pce de Galles ∞ Catherine Middleton                   |  |  | Felipe VI, Roi d'Espagne ∞ Letizia Ortiz                 | Felipe VI, Roi d'Espagne ∞ Letizia Ortiz                 | Felipe VI, Roi d'Espagne ∞ Letizia Ortiz                 | Felipe VI, Roi d'Espagne ∞ Letizia Ortiz                 | Felipe VI, Roi d'Espagne ∞ Letizia Ortiz                 | Felipe VI, Roi d'Espagne ∞ Letizia Ortiz                 |                                                          |                                                          | Pia Miller (en) ∞ Christopher Getty                      | Pia Miller (en) ∞ Christopher Getty                      | Pia Miller (en) ∞ Christopher Getty | Pia Miller (en) ∞ Christopher Getty | Pia Miller (en) ∞ Christopher Getty | Pia Miller (en) ∞ Christopher Getty |                                                             |                                                             |                                                             |                                                             |                                                             |                                                             | Alexandra Miller ∞ Alexandre (en), Pce de Fürstenberg | Alexandra Miller ∞ Alexandre (en), Pce de Fürstenberg | Alexandra Miller ∞ Alexandre (en), Pce de Fürstenberg                  | Alexandra Miller ∞ Alexandre (en), Pce de Fürstenberg                  | Alexandra Miller ∞ Alexandre (en), Pce de Fürstenberg                  | Alexandra Miller ∞ Alexandre (en), Pce de Fürstenberg                  |                                                                        |                                                                        |                             |                             |  |  | Marie-Chantal Miller            | Marie-Chantal Miller            | Marie-Chantal Miller            | Marie-Chantal Miller            | Marie-Chantal Miller            | Marie-Chantal Miller            |  |  | Paul, Diadoque de Grèce                                                     | Paul, Diadoque de Grèce                                                     | Paul, Diadoque de Grèce                                                     | Paul, Diadoque de Grèce                                                     | Paul, Diadoque de Grèce                                                     | Paul, Diadoque de Grèce                                                     |  |  | Frederik X, Roi de Danemark ∞ Mary Donaldson                        | Frederik X, Roi de Danemark ∞ Mary Donaldson                        | Frederik X, Roi de Danemark ∞ Mary Donaldson                        | Frederik X, Roi de Danemark ∞ Mary Donaldson                        | Frederik X, Roi de Danemark ∞ Mary Donaldson                        | Frederik X, Roi de Danemark ∞ Mary Donaldson                        |                                                                    |                                                                    | Victoria, Dsse de Västergötland ∞ Daniel Westling                      | Victoria, Dsse de Västergötland ∞ Daniel Westling                      | Victoria, Dsse de Västergötland ∞ Daniel Westling                      | Victoria, Dsse de Västergötland ∞ Daniel Westling                      | Victoria, Dsse de Västergötland ∞ Daniel Westling                      | Victoria, Dsse de Västergötland ∞ Daniel Westling                      |  |  |  |  |  |  |  |  |  |  |  |  |  |  |  |  |  |  |  |  |  |  |  |  |  |  |  |  |  |  |
|  |  |                                                                |                                                                |                                                                |                                                                |                                                                |                                                                |  |  |                                                          |                                                          |                                                          |                                                          |                                                          |                                                          |                                                          |                                                          |                                                          |                                                          |                                     |                                     |                                     |                                     |                                                             |                                                             |                                                             |                                                             |                                                             |                                                             |                                                       |                                                       |                                                                        |                                                                        |                                                                        |                                                                        |                                                                        |                                                                        |                             |                             |  |  |                                 |                                 |                                 |                                 |                                 |                                 |  |  |                                                                             |                                                                             |                                                                             |                                                                             |                                                                             |                                                                             |  |  |                                                                     |                                                                     |                                                                     |                                                                     |                                                                     |                                                                     |                                                                    |                                                                    |                                                                        |                                                                        |                                                                        |                                                                        |                                                                        |                                                                        |  |  |  |  |  |  |  |  |  |  |  |  |  |  |  |  |  |  |  |  |  |  |  |  |  |  |  |  |  |  |
|  |  |                                                                |                                                                |                                                                |                                                                |                                                                |                                                                |  |  |                                                          |                                                          |                                                          |                                                          |                                                          |                                                          |                                                          |                                                          |                                                          |                                                          |                                     |                                     |                                     |                                     |                                                             |                                                             |                                                             |                                                             |                                                             |                                                             |                                                       |                                                       |                                                                        |                                                                        |                                                                        |                                                                        |                                                                        |                                                                        |                             |                             |  |  |                                 |                                 |                                 |                                 |                                 |                                 |  |  |                                                                             |                                                                             |                                                                             |                                                                             |                                                                             |                                                                             |  |  |                                                                     |                                                                     |                                                                     |                                                                     |                                                                     |                                                                     |                                                                    |                                                                    |                                                                        |                                                                        |                                                                        |                                                                        |                                                                        |                                                                        |  |  |  |  |  |  |  |  |  |  |  |  |  |  |  |  |  |  |  |  |  |  |  |  |  |  |  |  |  |  |
|  |  | George, Pce du Royaume-Uni                                     | George, Pce du Royaume-Uni                                     | George, Pce du Royaume-Uni                                     | George, Pce du Royaume-Uni                                     | George, Pce du Royaume-Uni                                     | George, Pce du Royaume-Uni                                     |  |  | Leonor, Pcesse des Asturies                              | Leonor, Pcesse des Asturies                              | Leonor, Pcesse des Asturies                              | Leonor, Pcesse des Asturies                              | Leonor, Pcesse des Asturies                              | Leonor, Pcesse des Asturies                              |                                                          |                                                          | Isabel Getty (en)                                        | Isabel Getty (en)                                        | Isabel Getty (en)                   | Isabel Getty (en)                   | Isabel Getty (en)                   | Isabel Getty (en)                   |                                                             |                                                             | Talita, Pcesse de Fürstenberg                               | Talita, Pcesse de Fürstenberg                               | Talita, Pcesse de Fürstenberg                               | Talita, Pcesse de Fürstenberg                               | Talita, Pcesse de Fürstenberg                         | Talita, Pcesse de Fürstenberg                         |                                                                        |                                                                        | Tassilo, Pce de Fürstenberg                                            | Tassilo, Pce de Fürstenberg                                            | Tassilo, Pce de Fürstenberg                                            | Tassilo, Pce de Fürstenberg                                            | Tassilo, Pce de Fürstenberg | Tassilo, Pce de Fürstenberg |  |  | María Olympía, Pcesse de Grèce  | María Olympía, Pcesse de Grèce  | María Olympía, Pcesse de Grèce  | María Olympía, Pcesse de Grèce  | María Olympía, Pcesse de Grèce  | María Olympía, Pcesse de Grèce  |  |  | Konstantínos Aléxios, Pce de Grèce                                          | Konstantínos Aléxios, Pce de Grèce                                          | Konstantínos Aléxios, Pce de Grèce                                          | Konstantínos Aléxios, Pce de Grèce                                          | Konstantínos Aléxios, Pce de Grèce                                          | Konstantínos Aléxios, Pce de Grèce                                          |  |  | Christian, Pce royal de Danemark                                    | Christian, Pce royal de Danemark                                    | Christian, Pce royal de Danemark                                    | Christian, Pce royal de Danemark                                    | Christian, Pce royal de Danemark                                    | Christian, Pce royal de Danemark                                    |                                                                    |                                                                    | Estelle, Dsse d'Östergötland                                           | Estelle, Dsse d'Östergötland                                           | Estelle, Dsse d'Östergötland                                           | Estelle, Dsse d'Östergötland                                           | Estelle, Dsse d'Östergötland                                           | Estelle, Dsse d'Östergötland                                           |  |  |  |  |  |  |  |  |  |  |  |  |  |  |  |  |  |  |  |  |  |  |  |  |  |  |  |  |  |  |

### Bases de données et dictionnaires
- Ressource relative à l'audiovisuel :   - IMDb
- Notice dans un dictionnaire ou une encyclopédie généraliste :   - Den Store Danske Encyklopædi

### Autres liens externes
- (en) « HRH Crown Prince Pavlos », sur The Greek Royal Family, 23 février 2012 (consulté le 31 octobre 2016).
- (en) « Miller Sisters Articles », sur Alex's Miller Sisters Page (consulté le 31 octobre 2016).
- (en) « Miller Sisters Articles », sur The Miller Sisters Site (consulté le 31 octobre 2016).
- (el) Ανδρέας Μέγκος, « Πρίγκιπας Παύλος: Γιορτάζει σήμερα τα 54α γενέθλια του », sur The Royal Chronicles,‎ 20 mai 2021 (consulté le 7 avril 2022).